# La fine del mondo (singolo Anastasio)
La fine del mondo è un singolo del rapper italiano Anastasio, pubblicato il 23 novembre 2018 come unico estratto dall'EP omonimo.

## Tracce
1. La fine del mondo – 3:03

## Classifiche

### Classifiche settimanali
| Classifica (2018) | Posizione massima |
| ----------------- | ----------------- |
| Italia            | 1                 |

### Classifiche di fine anno
| Classifica (2018) | Posizione |
| ----------------- | --------- |
| Italia            | 94        |